# The Luyas
The Luyas est un groupe de rock indépendant canadien, originaire de Montréal, au Québec. Le groupe est formé en 2006 par Jessie Stein, Pietro Amato et Stefan Schneider.

## Biographie
Jessie Stein est également membre du projet Miracle Fortress, et ancien membre de SS Cardiacs. Sarah Neufeld et Pietro Amato sont des membres à part entière de Arcade Fire, alors que Pietro Amato, sans être un membre officiel, se produit en spectacle avec Arcade Fire, en plus d'être membre du trio instrumental montréalais Torngat et Bell Orchestre avec Stefan Schneider. Leur musique révèle de nombreuses approches artistique contemporaines : les arrangements de cordes disséminés par Owen Pallett, la production de Jeff McMurrich (Tindersticks, Constantines), les instruments de luthier inventés par Yuri Landman. The Luyas a déjà convaincu de nombreux festivals par delà le monde (Pop Montreal, M Montreal, CMJ), défendu par le précurseur Vincent Moon (Blogothèque) et surtout accueilli pour un premier album paru en 2007.
Le groupe joue au festival Pop Montreal en 2008, et M for Montreal en 2009. The Luyas sont profilés par McSweeneys au printemps 2010. La même année, ils signent au label Dead Oceans pour la sortie d'un deuxième album. Aux côtés de l'ingénieur-son Jeff McMurrich (Tindersticks, Constantines), The Luyas s'associent avec Owen Pallett au violon. Un deuxième album, Too Beautiful to Work, est publié en février 2011 chez Dead Oceans. La sortie canadienne se fait au nouveau label Idée Fixe Records, aussi en février 2011. Le 9 janvier 2012, le groupe annonce le départ de Stefan Schneider. Leur troisième album, Animator, est annoncé pour le 16 octobre 2012 chez Paper Bag Records. En juin 2013, l'album est nommé pour un Prix de musique Polaris.
En septembre 2016, le groupe publie un EP six titres, Say You, chez Paper Bag Records et embarque dans une tournée européenne en son soutien.

## Membres
- Jessie Stein - guitare, Moodswinger
- Sarah Neufeld - violon
- Pietro Amato - cor français
- Mathieu Charbonneau - guitare
- Stefan Schneider - percussions

## Discographie

### Albums studio
- 2007 : Faker Death (réédité en 2008 par Pome Records)
- 2011 : Too Beautiful to Work (Dead Oceans)
- 2012 : Animator (Dead Oceans)
- 2017 : Human Voicing (Paper Bag Records)

### EP
- 2009 : Tiny Head/Spherical Mattress 7"

## Vidéo
- Views of Montreal: The Luyas, 2009, par Vincent Moon (Take-Away Show #99)